# Ligue nationale de football amateur (Tunisie)
Pour les articles homonymes, voir Ligue nationale de football.
La Ligue nationale de football amateur (LNFA) rassemble les clubs tunisiens de football amateur. Elle gère, sous l'autorité de la Fédération tunisienne de football, les championnats de Tunisie de Ligue III, la Ligue amateur et la Ligue régionale.

## Président
- 2012-201.. : Hassen Ben Salem Zayen

## Bureau
En 2012-2013, les membres du bureau sont :
- Hassen Ben Salem Zayen : président
- Chamseddine Ochi : premier vice-président
- Chedly Hosni : deuxième vice-président
- Nadhem Bouteraa : trésorier général
- Ahmed Moklin : trésorier général adjoint
- Borhen Ben Khaled : coordinateur entre les commissions
- Mohamed Dabbabi : président de la commission d'arbitrage
- Med Arbi Rachdi : président de la commission des règlements
- Amor Rachdi : président de la commission de discipline & fair-play
- Mourad Taieb : président de la commission de sponsoring et porte-parole
- Noureddine Bougatfa : président de la commission coupe et championnat
- Med Hédi Ben Slama : membre
- Ridha Lagha Kazdoghi : membre
- Sadok Grouz : attaché de presse
- Mounir Aloui : administrateur